# Алба (Тулћа)
Алба (рум. Alba) насеље је у Румунији у округу Тулћа у општини Извоареле. Oпштина се налази на надморској висини од 82 m.

## Становништво
Према подацима из 2002. године у насељу је живело 304 становника, од којих су сви румунске националности.